# Skenalden
Skenalden est une île de la Suède située en mer Baltique.

## Description
Il s'agit d'un îlot inhabité situé dans le nord-est de l'île de Gotland, au large du village de Slite.